# Euseius circellatus
Euseius circellatus är en spindeldjursart som först beskrevs av Wu och Li 1983.  Euseius circellatus ingår i släktet Euseius och familjen Phytoseiidae. Inga underarter finns listade i Catalogue of Life.